# Pillichsdorf
Pillichsdorf – gmina targowa w Austrii, w kraju związkowym Dolna Austria, w powiecie Mistelbach. Według Austriackiego Urzędu Statystycznego liczyła 1130 mieszkańców (1 stycznia 2014).